# Arsákeio
L'Arsákeio (en grec moderne : Αρσάκειο), ou Arsákeion (Αρσάκειον), est le nom d'un groupe d'écoles indépendantes mixtes en Grèce, administré par la Société des amis de l'éducation (Φιλεκπαιδευτική Εταιρεία / Filekpaideftikí Etaireía), une organisation à but non lucratif. L'Arsákeio comprend six écoles, avec des campus à Psychikó, Ekáli (en), Thessalonique, Patras, Ioannina, et, en 1999,  Tirana, en Albanie, avec plus de 9 000 étudiants au total. Des projets sont en cours pour construire des campus à Komotiní et à Chypre.
La Société des amis de l'éducation est fondée en 1836, lorsque Ioannis Kokkonis, Georgios Gennadios et Michail Apostolidis créent une école où les jeunes filles peuvent être éduquées après les années difficiles de la guerre d'indépendance grecque. Un membre notable est Gregory Anthony Perdicaris (en). L'école est dotée par le magnat Apostol Arsache et porte son nom. À l'origine, il s'agiit d'un internat réservé aux filles, situé rue Panepistimíou, dans le centre d'Athènes, dont l'objectif est de former de jeunes enseignants et de les envoyer (avant 1913) en Macédoine, afin de contribuer à la survie de la langue et de la culture grecques. Après la mort d'Arsache, l'école est financée par le baron Michael Tositsas (en) et sa veuve, Helen.
Combinant une tradition d'excellence éducative et un attrait pour les familles plus aisées, l'école prospére et créé des campus à Patras (1891), Psychikó (1933), Thessalonique (1936) et Ekáli (1972). Les écoles commencent à inscrire des garçons en 1982. Le bâtiment original de la rue Panepistimíou abrite désormais le Conseil d'État.